# AFI's 10 Top 10
L'AFI's 10 Top 10 è una lista che fa parte delle AFI 100 Years... series, stilate annualmente dall'American Film Institute a partire dal 1998, che comprende i dieci migliori film statunitensi in dieci generi.
È stata resa pubblica il 17 giugno 2008 in uno special televisivo della CBS.

## La lista

### Animazione
1. Biancaneve e i sette nani (Snow White and the Seven Dwarfs), regia di David Hand (1937)
2. Pinocchio, regia di Hamilton Luske e Ben Sharpsteen (1940)
3. Bambi, regia di David Hand (1942)
4. Il re leone (The Lion King), regia di Roger Allers e Rob Minkoff (1994)
5. Fantasia, regia di autori vari (1940)
6. Toy Story - Il mondo dei giocattoli (Toy Story), regia di John Lasseter (1995)
7. La bella e la bestia (Beauty and the Beast), regia di Gary Trousdale e Kirk Wise (1991)
8. Shrek, regia di Andrew Adamson e Vicky Jenson (2001)
9. Cenerentola (Cinderella), regia di Clyde Geronimi, Wilfred Jackson e Hamilton Luske (1950)
10. Alla ricerca di Nemo (Finding Nemo), regia di Andrew Stanton (2003)

### Commedia romantica
1. Luci della città (City Lights), regia di Charlie Chaplin (1931)
2. Io e Annie (Annie Hall), regia di Woody Allen (1977)
3. Accadde una notte (It Happened One Night), regia di Frank Capra (1934)
4. Vacanze romane (Roman Holiday), regia di William Wyler (1953)
5. Scandalo a Filadelfia (The Philadelphia Story), regia di George Cukor (1940)
6. Harry, ti presento Sally... (When Harry Met Sally...), regia di Rob Reiner (1989)
7. La costola di Adamo (Adam's Rib), regia di George Cukor (1949)
8. Stregata dalla luna (Moonstruck), regia di Norman Jewison (1987)
9. Harold e Maude (Harold and Maude), regia di Hal Ashby (1971)
10. Insonnia d'amore (Sleepless in Seattle), regia di Nora Ephron (1993)

### Western
1. Sentieri selvaggi (The Searchers), regia di John Ford (1956)
2. Mezzogiorno di fuoco (High Noon), regia di Fred Zinnemann (1952)
3. Il cavaliere della valle solitaria (Shane), regia di George Stevens (1953)
4. Gli spietati (Unforgiven), regia di Clint Eastwood (1992)
5. Il fiume rosso (Red River), regia di Howard Hawks (1948)
6. Il mucchio selvaggio (The Wild Bunch), regia di Sam Peckinpah (1969)
7. Butch Cassidy (Butch Cassidy and the Sundance Kid), regia di George Roy Hill (1969)
8. I compari (McCabe and Mrs. Miller), regia di Robert Altman (1971)
9. Ombre rosse (Stagecoach), regia di John Ford (1939)
10. Cat Ballou, regia di Elliot Silverstein (1965)

### Sport
1. Toro scatenato (Raging Bull), regia di Martin Scorsese (1980)
2. Rocky, regia di John G. Avildsen (1976)
3. L'idolo delle folle (The Pride of the Yankees), regia di Sam Wood (1942)
4. Colpo vincente (Hoosiers), regia di David Anspaugh (1986)
5. Bull Durham - Un gioco a tre mani (Bull Durham), regia di Ron Shelton (1988)
6. Lo spaccone (The Hustler), regia di Robert Rossen (1961)
7. Palla da golf (Caddyshack), regia di Harold Ramis (1980)
8. All American Boys (Breaking Away), regia di Peter Yates (1979)
9. Gran Premio (National Velvet), regia di Clarence Brown (1944)
10. Jerry Maguire, regia di Cameron Crowe (1996)

### Mystery
1. La donna che visse due volte (Vertigo), regia di Alfred Hitchcock (1958)
2. Chinatown, regia di Roman Polański (1974)
3. La finestra sul cortile (Rear Window), regia di Alfred Hitchcock (1954)
4. Vertigine (Laura), regia di Otto Preminger (1944)
5. Il terzo uomo (The Third Man), regia di Carol Reed (1949)
6. Il mistero del falco (The Maltese Falcon), regia di John Huston (1941)
7. Intrigo internazionale (North by Northwest), regia di Alfred Hitchcock (1959)
8. Velluto blu (Blue Velvet), regia di David Lynch (1986)
9. Il delitto perfetto (Dial M for Murder), regia di Alfred Hitchcock (1954)
10. I soliti sospetti (The Usual Suspects), regia di Bryan Singer (1995)

### Fantasy
1. Il mago di Oz (The Wizard of Oz), regia di Victor Fleming (1939)
2. Il Signore degli Anelli - La Compagnia dell'Anello (The Lord of the Rings: The Fellowship of the Ring), regia di Peter Jackson (2001)
3. La vita è meravigliosa (It's a Wonderful Life), regia di Frank Capra (1946)
4. King Kong, regia di Merian C. Cooper e Ernest B. Schoedsack (1933)
5. Il miracolo della 34ª strada (Miracle on 34th Street), regia di George Seaton (1947)
6. L'uomo dei sogni (Field of Dreams), regia di Phil Alden Robinson (1989)
7. Harvey, regia di Henry Koster (1950)
8. Ricomincio da capo (Groundhog Day), regia di Harold Ramis (1993)
9. Il ladro di Bagdad (The Thief of Bagdad), regia di Raoul Walsh (1924)
10. Big, regia di Penny Marshall (1988)

### Fantascienza
1. 2001: Odissea nello spazio (2001: A Space Odyssey), regia di Stanley Kubrick (1968)
2. Guerre stellari (Star Wars Episode IV: A New Hope), regia di George Lucas (1977)
3. E.T. l'extra-terrestre (E.T. the Extra-Terrestrial), regia di Steven Spielberg (1982)
4. Arancia meccanica (A Clockwork Orange), regia di Stanley Kubrick (1971)
5. Ultimatum alla Terra (The Day the Earth Stood Still), regia di Robert Wise (1951)
6. Blade Runner, regia di Ridley Scott (1982)
7. Alien, regia di Ridley Scott (1979)
8. Terminator 2 - Il giorno del giudizio (Terminator 2: Judgment Day), regia di James Cameron (1991)
9. L'invasione degli Ultracorpi (Invasion of the Body Snatchers), regia di Don Siegel (1956)
10. Ritorno al futuro (Back to the Future), regia di Robert Zemeckis (1985)

### Gangster
1. Il padrino (The Godfather), regia di Francis Ford Coppola (1972)
2. Quei bravi ragazzi (Goodfellas), regia di Martin Scorsese (1990)
3. Il padrino - Parte II (The Godfather Part II), regia di Francis Ford Coppola (1974)
4. La furia umana (White Heat), regia di Raoul Walsh (1949)
5. Gangster Story (Bonnie and Clyde), regia di Arthur Penn (1967)
6. Scarface - Lo sfregiato (Scarface), regia di Howard Hawks e Richard Rosson (1932)
7. Pulp Fiction, regia di Quentin Tarantino (1994)
8. Nemico pubblico (The Public Enemy), regia di William A. Wellman (1931)
9. Piccolo Cesare (Little Caesar), regia di Mervyn LeRoy (1931)
10. Scarface, regia di Brian De Palma (1983)

### Dramma giudiziario
1. Il buio oltre la siepe (To Kill a Mockingbird), regia di Robert Mulligan (1962)
2. La parola ai giurati (12 Angry Men), regia di Sidney Lumet (1957)
3. Kramer contro Kramer (Kramer vs. Kramer), regia di Robert Benton (1979)
4. Il verdetto (The Verdict), regia di Sidney Lumet (1982)
5. Codice d'onore (A Few Good Men), regia di Rob Reiner (1992)
6. Testimone d'accusa (Witness for the Prosecution), regia di Billy Wilder (1957)
7. Anatomia di un omicidio (Anatomy of a Murder), regia di Otto Preminger (1959)
8. A sangue freddo (In Cold Blood), regia di Richard Brooks (1967)
9. Un grido nella notte (A Cry in the Dark), regia di Fred Schepisi (1988)
10. Vincitori e vinti (Judgment at Nuremberg), regia di Stanley Kramer (1961)

### Epico
1. Lawrence d'Arabia (Lawrence of Arabia), regia di David Lean (1962)
2. Ben-Hur, regia di William Wyler (1959)
3. Schindler's List - La lista di Schindler, regia di Steven Spielberg (1993)
4. Via col vento (Gone with the Wind), regia di Victor Fleming (1939)
5. Spartacus, regia di Stanley Kubrick (1960)
6. Titanic, regia di James Cameron (1997)
7. All'ovest niente di nuovo (All Quiet on the Western Front), regia di Lewis Milestone (1930)
8. Salvate il soldato Ryan (Saving Private Ryan), regia di Steven Spielberg (1998)
9. Reds, regia di Warren Beatty (1981)
10. I dieci comandamenti (The Ten Commandments), regia di Cecil B. DeMille (1956)

## Caratteristiche della lista
- Alfred Hitchcock è il regista più rappresentato, con ben quattro titoli nel solo genere mystery. Steven Spielberg è presente con due titoli nel genere epico ed uno nel genere fantascienza, Stanley Kubrick viceversa con uno nel genere epico e due nel genere fantascienza.
- Nella categoria animazione, ben nove film sono riconducibili alla Walt Disney (sette prodotti, i due della Pixar distribuiti).
- James Stewart è il protagonista di sei film in quattro categorie, Tom Hanks di quattro film in quattro categorie (fra cui l'animazione, come doppiatore). Al Pacino ha una parte da protagonista in ben tre film della categoria gangster.
- La categoria che ricopre il maggior lasso di tempo con i suoi film è il fantasy che comprende film tra il 1924 e il 2001; al contrario, la categoria che ricopre il minor spazio di tempo è il dramma giudiziario, con film che vanno dal 1957 al 1992.
- Fra tutti i cento film, tredici hanno vinto il Premio Oscar come miglior film.